# Jordan Martinook
Jordan Martinook (né le 25 juillet 1992 à Brandon dans la province de Manitoba au Canada) est un joueur professionnel canadien de hockey sur glace. Il évolue à la position de centre.

## Biographie
Il a commencé sa carrière junior avec le Thunder de Drayton Valley de la Ligue de hockey junior de l'Alberta et rejoint par la suite en 2010 les Giants de Vancouver de la Ligue de hockey de l'Ouest. Il joue deux saisons avec les Giants avant d'être réclamé par les Coyotes de Phoenix au 58e tour du repêchage d'entrée dans la LNH 2012. 
La même année de son repêchage, il fait le saut dans les rangs professionnels et joue pour les Pirates de Portland, affiliés aux Coyotes dans la Ligue américaine de hockey. Il débute dans la Ligue nationale de hockey avec les Coyotes en 2014-2015 et devient joueur régulier avec cette équipe la saison suivante.
Le 3 mai 2018, il est échangé aux Hurricanes de la Caroline en compagnie d'un choix de 4e tour au repêchage 2018 en retour de l'attaquant Marcus Kruger.

## Statistiques
Pour les significations des abréviations, voir Statistiques du hockey sur glace.
| Saison     | Équipe                    | Ligue      |     | Saison régulière | Saison régulière | Saison régulière | Saison régulière | Saison régulière |   | Séries éliminatoires | Séries éliminatoires | Séries éliminatoires | Séries éliminatoires | Séries éliminatoires |
| Saison     | Équipe                    | Ligue      | PJ  | B                | A                | Pts              | Pun              | PJ               | B | A                    | Pts                  | Pun                  |                      |                      |
| 2008-2009  | Thunder de Drayton Valley | LHJA       | 6   | 1                | 1                | 2                | 0                | -                | - | -                    | -                    | -                    |                      |                      |
| 2009-2010  | Thunder de Drayton Valley | LHJA       | 59  | 21               | 19               | 40               | 48               | -                | - | -                    | -                    | -                    |                      |                      |
| 2010-2011  | Giants de Vancouver       | LHOu       | 72  | 11               | 17               | 28               | 67               | 4                | 1 | 0                    | 1                    | 8                    |                      |                      |
| 2011-2012  | Giants de Vancouver       | LHOu       | 72  | 40               | 24               | 64               | 80               | 6                | 3 | 6                    | 9                    | 2                    |                      |                      |
| 2012-2013  | Pirates de Portland       | LAH        | 53  | 9                | 10               | 19               | 30               | 3                | 0 | 1                    | 1                    | 0                    |                      |                      |
| 2013-2014  | Pirates de Portland       | LAH        | 67  | 14               | 16               | 30               | 48               | -                | - | -                    | -                    | -                    |                      |                      |
| 2014-2015  | Pirates de Portland       | LAH        | 62  | 15               | 28               | 43               | 41               | -                | - | -                    | -                    | -                    |                      |                      |
| 2014-2015  | Coyotes de l'Arizona      | LNH        | 8   | 0                | 1                | 1                | 0                | -                | - | -                    | -                    | -                    |                      |                      |
| 2015-2016  | Coyotes de l'Arizona      | LNH        | 81  | 9                | 15               | 25               | 18               | -                | - | -                    | -                    | -                    |                      |                      |
| 2016-2017  | Coyotes de l'Arizona      | LNH        | 77  | 11               | 14               | 25               | 40               | -                | - | -                    | -                    | -                    |                      |                      |
| 2017-2018  | Coyotes de l'Arizona      | LNH        | 81  | 6                | 9                | 15               | 45               | -                | - | -                    | -                    | -                    |                      |                      |
| 2018-2019  | Hurricanes de la Caroline | LNH        | 82  | 15               | 10               | 25               | 38               | 10               | 0 | 4                    | 4                    | 6                    |                      |                      |
| 2019-2020  | Hurricanes de la Caroline | LNH        | 45  | 2                | 11               | 13               | 22               | 8                | 2 | 1                    | 3                    | 8                    |                      |                      |
| 2020-2021  | Hurricanes de la Caroline | LNH        | 44  | 4                | 9                | 13               | 25               | 11               | 0 | 3                    | 3                    | 4                    |                      |                      |
| 2021-2022  | Hurricanes de la Caroline | LNH        | 59  | 6                | 9                | 15               | 22               | 6                | 0 | 1                    | 1                    | 4                    |                      |                      |
| 2022-2023  | Hurricanes de la Caroline | LNH        | 82  | 13               | 21               | 34               | 61               | 15               | 3 | 9                    | 12                   | 8                    |                      |                      |
| 2023-2024  | Hurricanes de la Caroline | LNH        | 82  | 14               | 18               | 32               | 36               | 11               | 2 | 2                    | 4                    | 6                    |                      |                      |
| Totaux LNH | Totaux LNH                | Totaux LNH | 641 | 80               | 117              | 197              | 307              | 61               | 7 | 20                   | 27                   | 36                   |                      |                      |